# امیرحسین نظری
امیرحسین نظری ، (زاده ۳۰ شهریور ۱۳۵۰) در شهرستان رامهرمز است. وی نماینده مردم رامهرمز و رامشیر در دوازدهمین دوره مجلس شورای اسلامی می باشد. تحصیلات او دانشجو دکتری حقوق می باشد.

## کارنامه مدیریتی
مدیر کل صمت استان خوزستان ، عضو هیئت مدیره شرکت شهرک های صنعتی خوزستان ، مشاور مدیر عامل شرکت ملی فولاد ایران ، مدیر کل توزیع و فروش بازرگانی دولتی ایران از جمله کارنامه مدیریتی و سیاسی وی بود. 